# Episodi di Outsourced
La prima stagione della serie televisiva Outsourced è stata trasmessa in prima visione dalla rete televisiva statunitense NBC dal 23 settembre 2010.
In Italia, la serie è stata trasmessa sul canale Joi dal 30 settembre 2011.
| nº | Titolo originale                  | Titolo italiano                        | Prima TV USA      | Prima TV Italia   |
| -- | --------------------------------- | -------------------------------------- | ----------------- | ----------------- |
| 1  | Pilot                             | Verso l'India                          | 23 settembre 2010 | 30 settembre 2011 |
| 2  | The Measure of a Manmeet          | Tutte le donne di Manmeet              | 30 settembre 2010 |                   |
| 3  | Party of Five                     | Doppia coppia con Gupta                | 7 ottobre 2010    |                   |
| 4  | Jolly Vindaloo Day                | Gaia festa dei Vidaloo                 | 14 ottobre 2010   |                   |
| 5  | Touched by an Anglo               | Tocco d'occidente                      | 21 ottobre 2010   |                   |
| 6  | Bolloween                         | Bolloween                              | 28 ottobre 2010   |                   |
| 7  | Truly, Madly, Pradeeply           | Pradeep-camente innamorato             | 4 novembre 2011   |                   |
| 8  | Home for the Diwalidays           | A casa per la festa di Diwali          | 11 novembre 2011  |                   |
| 9  | Temporary Monsanity               | Follia temporale                       | 18 novembre 2010  |                   |
| 10 | Homesick to My Stomach            | Nostalgia di stomaco                   | 2 dicembre 2010   |                   |
| 11 | A Sitar Is Born                   | E' nata una stella                     | 20 gennaio 2011   |                   |
| 12 | Sari Charlie                      | Amore o amicizia?                      | 27 gennaio 2011   |                   |
| 13 | Training Day                      | Giorno di addestramento                | 3 febbraio 2011   |                   |
| 14 | The Todd Couple                   | Il nuovo vicino di casa                | 10 febbraio 2011  |                   |
| 15 | Guess Who's Coming to Delhi       | Visita a sorpresa                      | 17 febbraio 2011  |                   |
| 16 | Take This Punjab and Shove It     | Lotta a colpi di impiegati             | 24 febbraio 2011  |                   |
| 17 | Todd's Holi War                   | Guerra a colori                        | 17 marzo 2011     |                   |
| 18 | Gupta's Hit & Manmeet's Missus    | Schiaffi, bugie e videoclip            | 24 marzo 2011     |                   |
| 19 | Charlie Curries a Favor from Todd | Favori molto personali                 | 7 aprile 2011     |                   |
| 20 | Mama Sutra                        | Mamma Sutra                            | 14 aprile 2011    |                   |
| 21 | Rajiv Ties the Baraat - Part 1    | Il matrimonio di Rajiv - Prima parte   | 5 maggio 2011     |                   |
| 22 | Rajiv Ties the Baraat: Part 2     | Il matrimonio di Rajiv - Seconda parte | 12 maggio 2011    | 9 dicembre 2011   |